# Doustre
Le Doustre est une rivière française, affluent de la Dordogne, dans le département de la Corrèze, en région Nouvelle-Aquitaine.

## Géographie

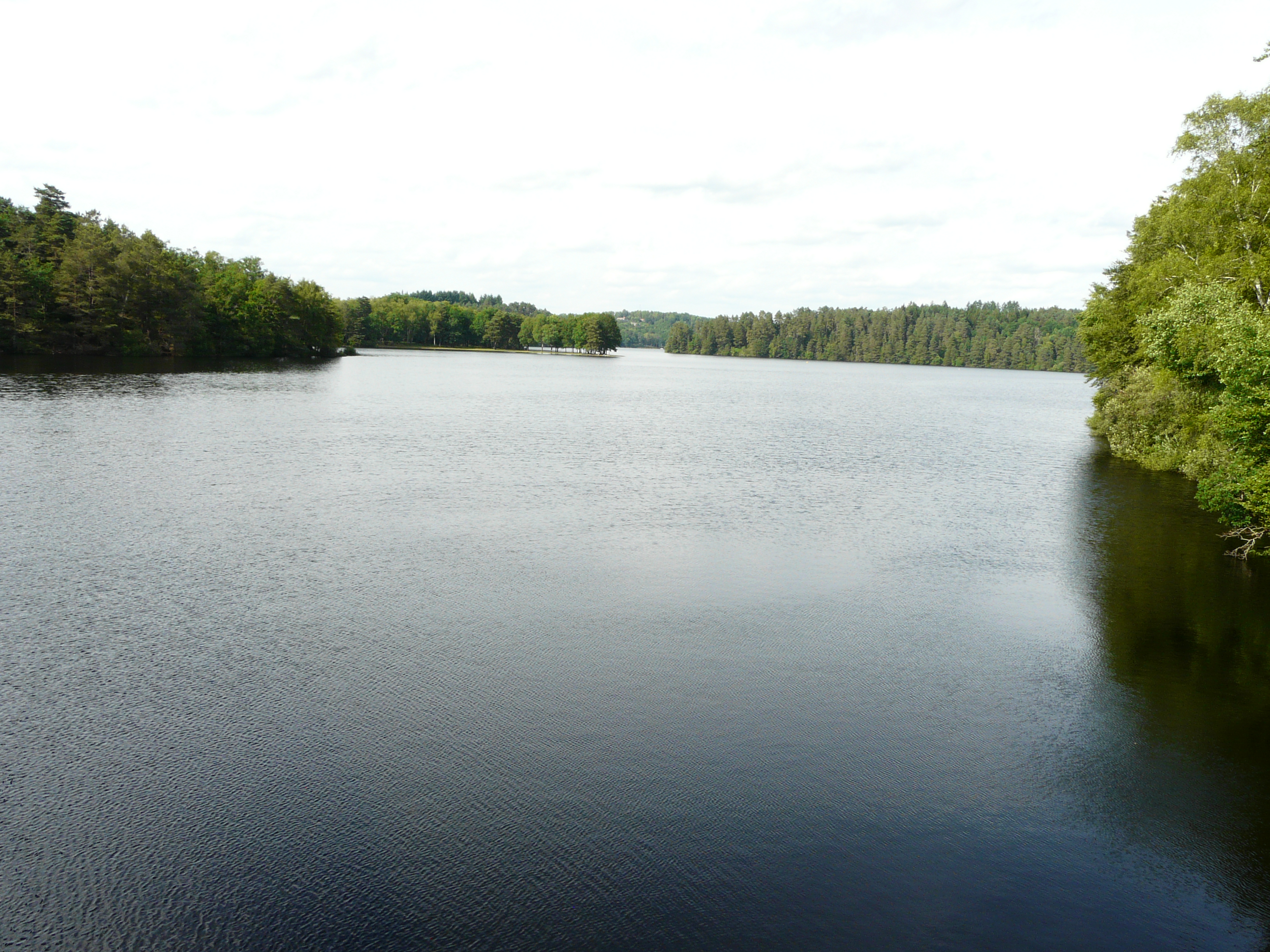
Le lac de la Valette.

Le Doustre est un ruisseau  qui prend sa source en Corrèze, vers 700 mètres d’altitude, entre le Puy Chaumont et le Puy Faux, sur la commune de Rosiers-d'Égletons.
Il passe sous l'autoroute A89 puis sous la route départementale (RD) 142, un kilomètre à l'ouest d'Égletons. Il est ensuite franchi successivement par la RD 1089, la ligne ferroviaire Tulle-Meymac, la RD 142E2 et la RD 142E1. Après avoir reçu en rive droite le ruisseau de l'Étang de Gros, le Doustre devient une rivière. Il passe 400 mètres au sud-est du village de Saint-Hippolyte sous la RD 66E2. Cinq kilomètres plus loin, il reçoit le Gagnoux (ou ruisseau de Gagnoux) en rive gauche et passe immédiatement sous la RD 60 au Pont de Fioux, 600 mètres au nord-ouest du bourg du Jardin.
Il contourne Champagnac-la-Noaille par l'est puis forme une retenue de huit kilomètres de long sur 230 hectares au barrage de la Valette (ou barrage de Marcillac). La RD 978 traverse le lac au pont de Malèze et la RD 131E1 au viaduc de Lantourne, lieu où le Doustre reçoit en rive droite le ruisseau de l'Étang de Bourre.
Un kilomètre après le barrage, il passe à l'est de Saint-Pardoux-la-Croisille, où le ruisseau de Gane Chaloup le rejoint en rive droite. Il passe sous la RD 61 au pont de Sagne, contourne le bourg de Gumond par l'est, puis celui de La Roche-Canillac, à l'est duquel il est franchi par la RD 29. Il arrose le bourg de Saint-Bazile-de-la-Roche où il passe sous la RD 131. Celle-ci le franchit de nouveau au Pont de la Chapelle. Le pont de la RD 18 marque son arrivée dans la retenue du barrage d'Argentat. Il rejoint la Dordogne en rive droite, trois kilomètres en amont d'Argentat dans ce lac de retenue, au niveau du château du Gibanel, vers 190 mètres d’altitude, en limites de Saint-Martial-Entraygues et d'Argentat.
Depuis le pont de Lantourne jusqu'au nord de Saint-Bazile-de-la-Roche, sur une vingtaine de kilomètres, le Doustre sert de limite naturelle de façon presque continue aux communes qu'il borde : 
- à l'ouest en rive droite Saint-Pardoux-la-Croisille, Gumond, La Roche-Canillac et Champagnac-la-Prune ;
- et à l'est en rive gauche Marcillac-la-Croisille, Gros-Chastang et Saint-Martin-la-Méanne.

Depuis le barrage de la Valette jusqu'à sa confluence avec la Dordogne, la majeure partie du cours de la rivière s'effectue dans des gorges atteignant par endroits 200 mètres de hauteur.
Son cours est long de 52,2 km pour un bassin versant de 257 km2.
Son nom se retrouve dans deux lieux-dits : Doustre sur sa rive droite à Saint-Bazile-de-la-Roche, et Doustret à Argentat, en rive gauche de la Dordogne, face au confluent des deux cours d'eau.

### Communes et département traversés
Dans le seul département de la Corrèze, le Doustre arrose seize communes, soit d'amont vers l'aval : Rosiers-d'Égletons (source), Montaignac-Saint-Hippolyte, Chapelle-Spinasse, Le Jardin, Champagnac-la-Noaille, Lafage-sur-Sombre, Marcillac-la-Croisille, Saint-Pardoux-la-Croisille, Gros-Chastang, Gumond, La Roche-Canillac, Saint-Martin-la-Méanne, Champagnac-la-Prune, Saint-Bazile-de-la-Roche, Argentat (confluence) et Saint-Martial-Entraygues (confluence).

### Bassin versant
Le Doustre traverse les cinq zones hydrographiques P130, P131, P132, P133, P134 pour une superficie totale de 257 km2. Ce bassin versant est constitué à 71,75 % de « forêts et milieux semi-naturels », à 24,83 % de « territoires agricoles », à 2,48 % de « territoires artificialisés », et à 1,14 % de « surfaces en eau ».

### Affluents
Le Sandre répertorie 43 affluents au Doustre : 42 sur le cours principal et un autre, le ruisseau Daloudier, sur un bras secondaire, à Saint-Martial-Entraygues, près du Pont de la Chapelle.
Les trois plus longs sont :
- le ruisseau de Gane Chaloup avec 9,8 km[7], qui rejoint le Doustre en rive droite un kilomètre en aval du barrage de la Valette ;
- l'Étang de Bourre 9,1 km[8], qui conflue en rive droite dans le lac de la Valette, au niveau du pont de Lantourne ;
- et le Gagnoux, ou ruisseau de Gagnoux, en rive gauche, long de 8 km[9], qui vient grossir le Doustre au Pont de Fioux, sur la commune du Jardin.

Parmi les affluents du Doustre, le ruisseau de Gane-Chaloup à lui-même deux sous-affluents, notamment un ruisseau sans nom long de 1,8 km qui a lui aussi un affluent long de 0,6 km entre Saint-Martial-de-Gimel et Saint-Priest-de-Gimel.
De ce fait, le rang de Strahler du Doustre est de cinq.

## Monuments ou sites remarquables à proximité
- Le dernier kilomètre en aval incluant également la partie aval de son affluent le ruisseau du Moulin de Serre (longue d'environ 1,3 km), fait partie d'une zone naturelle d'intérêt écologique, faunistique et floristique (ZNIEFF) de type 2 très étendue (mais limitée au département de la Corrèze) qui suit la vallée de la Dordogne depuis l'aval de Bort-les-Orgues jusqu'à Liourdres, en aval de Beaulieu-sur-Dordogne[12],[13].
- Le château de Maumont et ses abords forment un site inscrit à Rosiers-d'Égletons[14].
- L'église de Saint-Hippolyte des XIIIe et XIVe siècles, en granite rose[15].
- Le plan d’eau du lac de la Valette[16], et sa base nautique.
- Le barrage de la Valette.
- Le site inscrit composé du bourg de La Roche-Canillac et du château du Chazal à Saint-Martin-la-Méanne[17].
- Également à La Roche-Canillac, l'église Saint-Maur du XIVe siècle[18].
- À Saint-Martial-Entraygues, l'église Saint-Martial des XIIIe et XIVe siècles[19].
- Sur la même commune, le château du Gibanel est un site inscrit[20].

## Galerie de photos

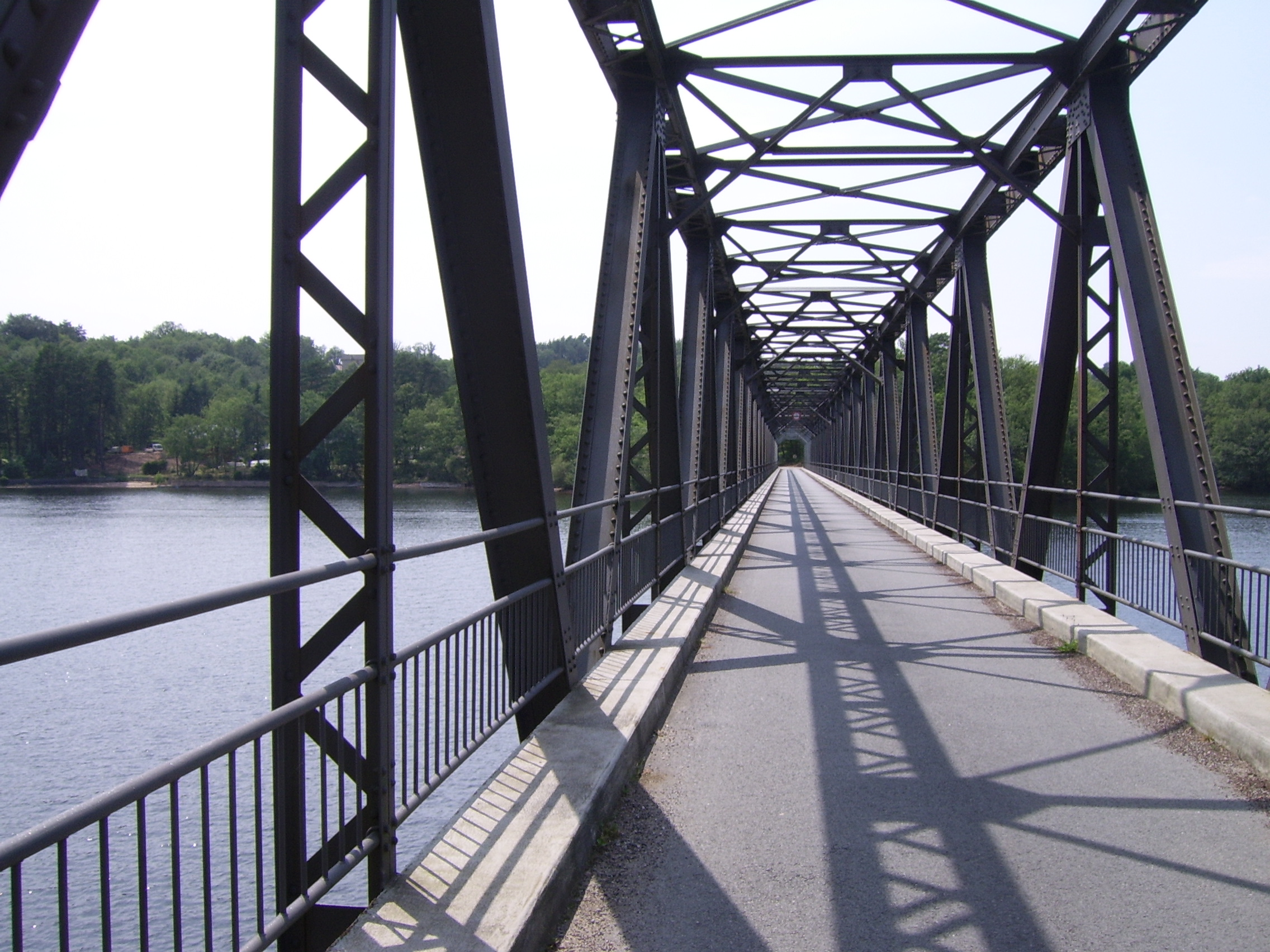
Le viaduc de Lantourne au-dessus du lac de la Valette.
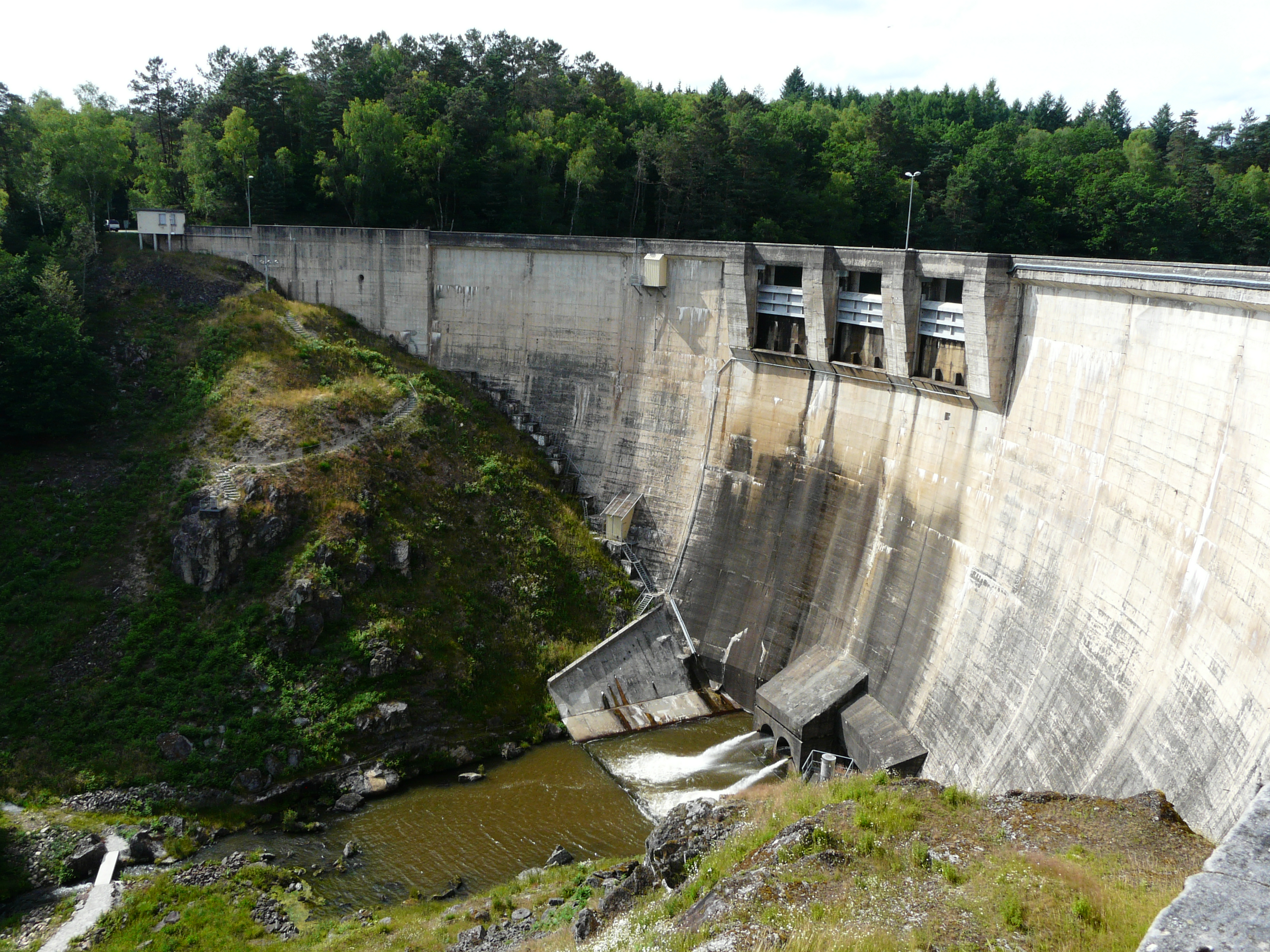
Le barrage de la Valette.
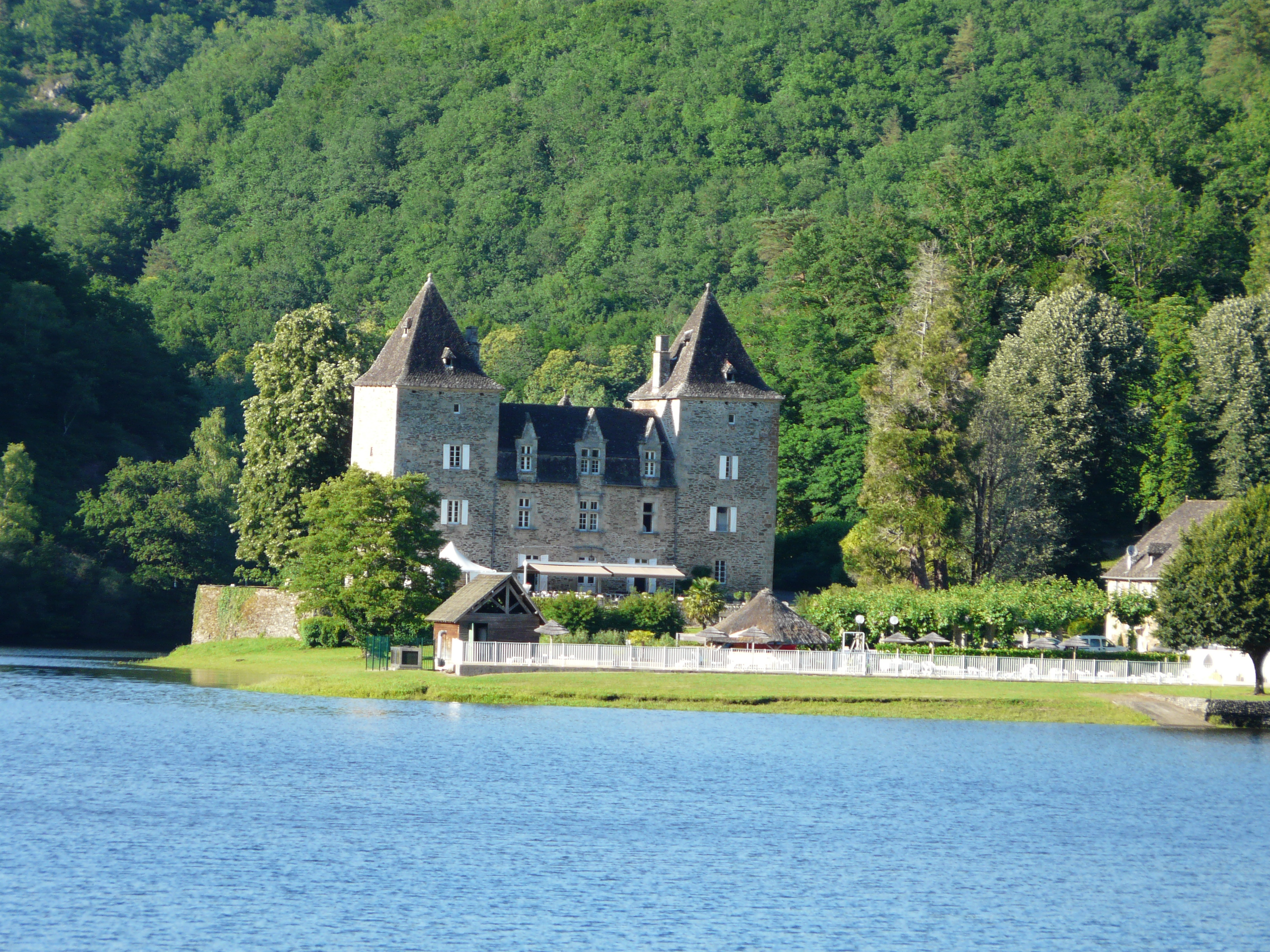
Sur la gauche du château du Gibanel, le Doustre conflue avec la Dordogne.